# Изабел Антена
Изабел Антенà (на френски: Isabelle Antena), псевдоним на Изабел Повагà (на френски: Isabelle Powaga; * 28 май 1960 във Вилпент, Франция) е френска певица, авторка на песни и композиторка.
Тя е пионер на боса нова и на ню джаз и електропоп, клонящи към самба. Основателка е на френско-белгийското синтпоп трио Антена от 1980-те години, а през 1990-те г. е начело на друга група – Повага систърс (Powaga Sisters) за 3 албума между 1993 и 2004 г. Наред с тези проекти има солова музикална кариера, като продава над милион албума и печели музикално признание по цял свят. Като соло изпълнителка Изабел Антена постига особен успех в Япония и Далечния Изток.

## Биография и кариера

### Начални години
Изабел Антена е родена в град Вилпент в департамент Сен Сен Дени. Израства в Париж. Пише първата си песен на 5 г. и тя е история за средновековен принц, който умира за своята принцеса. Започва да учи музика на 8 г., свири на кларинет на 10 г., купува първата си акустична китара на 12 г. и първата си електрическа китара на 17 г., и я разменя на следващата година за електрическо пиано. Изабел заминава за Лондон, за да работи като помощничка за семейството на Рик Уейкман – клавишни на група Йес. Тя се научава да говори свободно английски и стига до заключението, че от музиката наистина може да се живее.

### Трио ,Антена“
След завръщането си в Париж Изабел Антена основава група Antena (името е взето от песен на Крафтверк) заедно с Паскал Муаро и Силвен Фазѝ. Групата подписва договор с белгийския независим лейбъл Les Disques du Crépuscule. През март 1982 г. триото пътува до Лондон, за да запише първия си сингъл, продуциран от бившия фронтмен на Ултравокс Джон Фокс в неговото студио The Garden. Така през 1982 г. излиза сингълът им "Boy from Ipanema", продуциран от Фокс – изкривена версия на известната бразилска класика, записана от Стан Гец и Аструд Жилберту през 1964 г., който обаче не става хит. Групата се мести в Брюксел и открива собственото си звучене с миниалбума Camino del Sol с продуцента Джайлс Мартин, съчетавайки минимални електропоп и самба стилове. 18-минутният миналбум е записан през февруари 1982 г. за 5 дни от Жил Мартен (Тъксийдоумун). Той предлага пет прости латино скеча, от които акцент е заглавното парче. Албумът обаче привлича малко внимание при излизането си през септември 1982 г. Вместо това през октомври групата обикаля Белгия заедно с други групи на лейбъла като Cabaret Voltaire, 23 Skidoo и The Pale Fountains. Тя освен това изпълнява "Danceteria" в Ню Йорк в навечерието на Нова година. Следва записът на няколко песни за тематичните компилации на лейбъла.
През 1983 г. лейбълът им Crépuscule сключва краткотрайна лицензионна сделка с Айлънд Рекърдс в Обединеното кралство. Новият сингъл на Трио „Антена“ е денс парчето "Be Pop", което се появява през септември 1983 г. Техният нов продуцент е Мартин Хейлс, работил със звездите в класациите Ориндж Джус. Въпреки това, след като сингълът изостава на Острова, Паскал напуска и Изабел и Силвен продължават като дует. Благодарение на Хейлс през лятото на 1984 г. дуото подписва сделка с лейбъла Фонограм, който им дава втори шанс да пробият в Класацията за сингли с подобрена версия на Be Pop. По същото време Изабел и Силвен се местят в Лондон. Вторият им сингъл – излъскана продукция на Хейлс на "Life Is Too Short", се появява през ноември, но също не успява да пробие.
През 1985 г. дуото се завръща в Брюксел без сделка за албум. То продължава с лейбъла Crépuscule и в началото на 1986 г. се появява новият им сингъл "Seaside Week End", който е и последният им запис заедно.

### Соло кариера
Соловият дебютен албум на Изабел Антена En Cavale излиза през април 1986 г. с лейбъла Les Disques du Crepuscule. Отново продуциран от Мартин Хейлс и с участието на неговия елитен екип от сесийни музиканти, албумът завършва прехода на изпълнителката от минималистични идеи за електро-самба към плавни изтънчени поп парчета. Космополитните танцови стилове на албума съчетават диско ("Be Pop", "Don't Think About It") и латино-джаз (Play Back), както и няколко балади ("Seaside Weekend", "Ten Minutes"). Това е албум на английски език, въпреки че заглавията на непробилите сингли на Трио „Антена“ - "Sois Pop" ("Be Pop") и "La vie est trop courte" ("Life Is Too Short") са на френски език.
Издаден в началото на 1987 г., вторият ѝ соло албум Hoping for Love показва как Антена разширява палитрата си от латино, фънк и самба, за да включи джаз и акустични жанрове. Албумът е до голяма степен албум от две части, от които едната включва поп и денс парчета в духа на En Cavale, а другата – джаз. Албумът, написан, аранжиран и продуциран от изпълнителката, я отвежда за първи път в Япония, където през 1987 г. е избрана за най-добра международна певица на престижния Музикален фестивал в Токио, надминавайки Уитни Хюстън и Шаде. Следващата ѝ изява – с песента "Time to Work" е в Tokyo Dome между изпълненията на Earth, Wind & Fire и Куул енд дъ Генг, което и тя е връх в кариерата ѝ. Сингълът "Le poisson des Mers du Sud" по-късно е избран за една от 100-те най-добри белгийски песни на 20 век.
Междувременно певицата ражда син (Ахил) и дъщеря (Пенелопа) и обикаля света. Тя бързо консолидира успеха си с третия си самостоятелен албум On a Warm Summer Night през 1987 г., който е и един от най-продаваните ѝ албуми. Той е записан в Брюксел в края на 1987 г. и е продуциран от нея и Мартин Хейл. Албумът отразява както желанието ѝ за чист джаз албум, така и пристрастията ѝ към фънк с бързо темпо. Освен неиздаваните парчета "Je Respire", "Une Journee Banale A New York City" и "Romancia del Amor" (издаден и като сингъл) албумът включва балада, написана в съавторство с известния френски композитор на саундтракове Габриел Яред (Eclat de Nuit) и радикален самба аранжимент на парчето „Village of the Sun“ на Франк Запа. В Европа албумът е издаден като Tous Mes Caprices. Той е популяризиран с турне в Белгия в подкрепа на група Вая Кон Диос. Басистът им Дирк Схауфс продължава да си сътрудничи с Изабел като писател и музикант и става неин втори съпруг.
Винаги плодотворна писателка, изпълнителката продължава да пише и записва албумите De l'Amour et des Hommes (1988) и Jouez le Cinq (1989) (преиздаден само месеци по-късно като Intemporelle (1990)), изпълнявайки на живо в цяла Европа, като както и в Северна Америка и Япония. Дирк Схауфс напуска Вая Кон Диос, за да се присъедини към нея, като води със себе си барабаниста на групата Марко Де Меерсман и Фриц Съндерман – джаз китарист и син на Фреди Съндър. Този квартет формира новото творческо ядро за следващия ѝ албум Les Derniers Guerriers Romantique – концептуална творба, издадена през април 1991 г. и включваща кавър на песента Aquarius. Когато на 24 май Дирк Схауфс умира, което оставя Изабел дълбоко съкрушена, албумът е посветен на него.
След година на пауза тя се завръща в студиото през 1992 г., за да запише един от най-добрите албуми в кариерата си: Carpe Diem, издаден в Япония и Франция през ноември. Записан от Джайлс Мартин с колеги, включително Де Меерсман и Съндерман в Studio Caraibes в Брюксел, Изабел продуцира албума сама. Песента "Corto Prend le Large" е посветена на починалия ѝ съпруг. Атмосферата е предимно куул джаз, латино и боса нова. По онова време тя е представена на продуцента Дени Мулен, с когото създава лейбъла Harlem Moon (1993-1997, подлейбъл на Crépuscule) и който става неиният трети съпруг, от когото има две деца: дъщеря Агата и син Елиът.
Между ремикс албума си More Acid than Jazz (1993) и албума A la Belle Etoile (1995) Изабел влиза в студиото със сестрите си. Записаните от нея песни са издадени под името The Powaga Sisters.
След Carpe Diem певицата издава още десет албума, обхващащи джаз, фънк, латино и хаус стилове, както и пише за и продуцира за други изпълнители. Сред тях са Fragile on the Rocks, Zeta Reticuli и джаз проектът Pause Cafe. Въпреки че като соло изпълнителка Изабел Антена често се радва на по-голям търговски успех в Япония и Далечния Изток отколкото в Европа, тя остава приветствана от критиците в Европа и Съединените щати.
През 1996 г. парчето "Antena" е заглавно парче в първата ESL компилация на Тийвъри Корпорейшън и оттогава Изабел работи с много настоящи диджеи и продуценти, включително Бушеми, Никола Конте, Урсула 1000 и Юкихиро Фукутоми. Тези ѝ сътрудничества са видими през 2005 г., която бележи издаването на напълно боса нова албум Easy Does It и неговото приложение на плоча с ремикси Issy Does It. В него има ремикси на Тийвъри Корпорейшън, Никола Конте, а също и на белгийския изпълнител Бушеми, с когото Изабел пише песните "Seaside" и "Obrigado" за албума му Camino Real.
Парчето Play back от дебютния соло албум на певицата En Cavale е преработено през 2002 г. от Юкихиро Фукутоми в хаус версия, а през 2007 г. Ню Йоркърс ъф Ескорт ремиксират парчето "Seaside Weekend".
През 2006 г. срещата с Тийвъри Корпорейшън води до написването на няколко песни, които са записани в албума на Антена (вторият от трилогията след Camino del sol), по-специално песента, която дава заглавието на албума Toujours Du Soleil. Същата година ремиксът на песента "Nothing To Losе" се появява в албума Versions на Тийвъри Корпорейшън, а песента "The Spinner" е в рекламната кампания на Самсонайт за създаването на едноименния куфар. През същата година излиза реюнион албумът на Трио „Антена“ Toujours du Soleil, но той е записанан с различен състав, в който е и 20-годишната ѝ дъщеря Пенелопа.
2007-ма е плодотворна година за изпълнителката, която пише 2 песни за американския сериал Буундокс.
LTM преиздават Carpe Diem bis (комбинация от двата албума Carpe Diem и Les Derniers Guerriers Romantiques), а Permanent Vacation издава през юни албума Special Versions / Camino Del Sol (класика на Антена, ремиксирана от Хоаким Тод Терхе, Нувел Ваг, Phreek plus one и Диско Девил).
През 2008 г. певицата се завръща в Япония с албума French Riviera, продуциран от Юкихиро Фукутоми. Тя работи за албума с известни имена на японския ню джаз като Киото Джаз Масив, Джазтроник, Тацуо Сунага, също и Хаджиме Йошизава и Юкихиро Фукутоми.
Като завършек на трилогията Antena през 2010 г. е издаден албумът ѝ Bossa Super Nova. Изабел остава независима изпълнителка, вярна на философията, която застъпва в New Musical Express през 1984 г.: „Фактът, че трябваше да се борим доста много, за да стигнем дори до това, където сме сега, не е важно. Мисля, че винаги има стойност в хората, чиято музика не е мейнстрийм. Това, което е трудно за слушане днес, може да бъде по-лесно за слушане утре. Хубавото на музиката е че всичко е възможно“.

## Дискография

### Соло албуми
Студийни албуми
- En cavale (1986) – дебютен соло албум
- Hoping for love (1987)
- On A Warm Summer Night/Tous Mes Caprices (1988)
- De L'Amour Et Des Hommes vol.1 (1989) – мини албум с кавъри
- Jouez le Cinq (1989)
- Intemporelle (1990) – преопакована версия на Jouez Le Cinq с пренареден списък с песни и две различни песни, само на CD
- Les Derniers Guerriers Romantiques (1991)
- Carpe diem (1992)
- A La Belle Etoile (1995)
- Mediterranean Songs (1997)
- De L'Amour Et Des Hommes vol. 2 (1999) – мини албум с кавъри
- Take Me To Paradise (2001)
- Easy Does It (2005) с приложение Issy Does It ‎(само на плоча с ремикси на Nicolas Conte, Thievery Corporation, Buscemi и др.)
- French Riviera (2006) (Kyoto Jazz Massive, Jazztronik, Tatsuo Sunaga)

Сборни албуми
- Fire (1989)
- La Mer De L'Été (1993) – само в Япония
- Encore Plus Au Sud (1995)
- L'Alphabet Du Plaisir – Best Of (1981–2001) (2001)
- Antena: Camino Del Sol (2004)
- L'Alphabet Du Plaisir – Best Of (1982–2005) (2005)
- Easy does it (2005)

### С „Антена“
Студийни албуми
- Camino Del Sol (1982) – миниалбум
- +Acid (Que - Than) Jazz (1994)
- Toujours Du Soleil (2006)
- Bossa Super Nova (2010)

Сборни албуми
- L'alphabet Du Plaisir (1990)
- Versions Spéciales - Camino Del Sol (2007)

### СPowaga Sisters
- Little Grey's Night (1993)
- Sister's Land (1995) – продуцент
- Pay Peanuts, Get Monkeys (2004)

### СPause Cafe
- Pause Cafe (2002)

### СBahama Soul Club
- Rhythm Is What Makes Jazz Jazz (2008)

### СFragile on the Rocks
- Fragile On The Rocks (1990) – клавишни и компoзиторка